# Condado de Gwinnett
El condado de Gwinnett (en inglés, Gwinnett County) es una subdivisión administrativa del estado de Georgia, Estados Unidos. Según el censo de 2020, tiene una población de 957 062 habitantes.
La sede del condado es Lawrenceville.
Este condado forma parte de uno de los cinco condados principales del área metropolitana de Atlanta.

## Geografía
Según la Oficina del Censo, el condado tiene un área total de 1132 km², de la cual 1116 km² es tierra y 16 km² son agua.

### Condados adyacentes
- Condado de Forsyth (norte)
- Condado de Hall (noreste)
- Condado de Jackson (noreste)
- Condado de Barrow (este)
- Condado de Walton (sureste)
- Condado de DeKalb (suroeste)
- Condado de Rockdale (sur)
- Condado de Fulton (oeste)

## Demografía
Según el censo de 2000, los ingresos medios de los hogares del condado eran de $36 321 y los ingresos medios de las familias eran de $42 235. Los hombres tenían unos ingresos medios de $28 803 frente a $23 046 para las mujeres. La renta per cápita para el condado era de $17 706 Alrededor del 12.20% de la población estaban por debajo del umbral de pobreza.
De acuerdo con la estimación 2015-2019 de la Oficina del Censo, los ingresos medios de los hogares del condado son de $72 119 y los ingresos medios de las familias son de $79 584. Los ingresos per cápita en los últimos doce meses, medidos en dólares de 2019, son de $30 636. Alrededor del 9.3% de la población está por debajo del umbral de pobreza
Según el censo de 2020, el 35.5% de los habitantes son blancos, el 27.4% son afromericanos, el 13.3% son asiáticos, el 0,8% son amerindios, el 0.1% son isleños del Pacífico, el 12.1% son de otras razas y el 10.7% son de una mezcla de razas. Del total de la población, el 23.0% son hispanos o latinos de cualquier raza.

## Transporte

### Principales carreteras
- Interestatal 85
- Interestatal 985
- U.S. Route 23
- U.S. Route 29
- U.S. Route 78
- Ruta Estatal 8
- Ruta Estatal 10
- Ruta Estatal 13
- Ruta Estatal 20
- Ruta Estatal 84
- Ruta Estatal 120
- Ruta Estatal 124
- Ruta Estatal 140
- Ruta Estatal 141
- Ruta Estatal 264
- Ruta Estatal 316
- Ruta Estatal 317
- Ruta Estatal 324
- Ruta Estatal 347
- Ruta Estatal 365
- Ruta Estatal 378
- Ruta Estatal 403
- Ruta Estatal 419

### Carreteras secundarias
- Arcado Road
- Beaver Ruin Road (S.R. 378)
- Bethany Church Road (S.R. 264)
- Braselton Highway (S.R. 124)
- Buford Drive (S.R. 20)
- Buford Highway (U.S. 23/S.R. 13)
- Duluth Highway (S.R. 120)
- Indian Trail-Lilburn Road
- Jimmy Carter Boulevard (S.R. 140)
- Jones Mill Road
- Lawrenceville Highway (U.S. 29/S.R. 8)
- Pleasantdale Road
- Pleasant Hill Road
- Ronald Reagan Parkway
- Scenic Highway (S.R. 124)
- Singleton Road
- Steve Reynolds Boulevard
- Stone Mountain Freeway (U.S. 78/S.R. 10)
- Sugarloaf Parkway
- University Parkway (U.S. 29/S.R. 316)

## Localidades
- Berkeley Lake
- Buford
- Dacula
- Duluth
- Grayson
- Lawrenceville
- Lilburn
- Loganville
- Norcross
- Snellville
- Sugar Hill
- Suwanee

### Pueblos
- Auburn
- Braselton
- Rest Haven

### Áreas no incorporadas
- Centerville
- Five Forks
- Mountain Park
- Peachtree Corners

## Educación
Las Escuelas Públicas del Condado de Gwinnett gestiona las escuelas públicas.
La Biblioteca Pública del Condado de Gwinnett gestiona las bibliotecas públicas.